# Eastern Air Lines
Eastern Air Lines was een Amerikaanse luchtvaartmaatschappij die was gevestigd op Miami International Airport. In 1926 werd Pitcairn aviation opgericht en verkreeg ze het luchtpostcontract voor de route New York - Atlanta. In 1929 kocht Clemens Keys Pitcairn aviation en veranderde een jaar later de naam in Eastern Air Transport. General Motors kocht de maatschappij van Keys en veranderde de naam in 1934 in Eastern Air Lines. In 1938 kocht Eddie Rickenbacker, een bekende vlieger uit de Eerste Wereldoorlog, het bedrijf en begon de groei van de maatschappij. In 1978 kwam de neergang toen de luchtvaart in de VS werd geliberaliseerd. Eastern Air Lines moest toen in de concurrentieslag de tarieven verlagen maar zag geen kans om de kosten snel genoeg te reduceren en verloor steeds meer marktaandeel. Het doek viel uiteindelijk op 19 januari 1991.

## Herstart
In 2009 werd bekend dat Eastern Air Lines opnieuw met vluchten zou beginnen. Ze verwachtten in het vierde kwartaal van 2014 een Boeing 737-800 in ontvangst te mogen nemen. Deze maatschappij vloog tot 2017, wanneer ze fuseerde met Swift Air. 